# ニコライ・マル
ニコライ・ヤコヴレヴィチ・マル（ロシア語: Никола́й Я́ковлевич Марр、1865年1月6日（ユリウス暦で1864年12月25日）- 1934年12月20日）またはニコロズ・マリ（ნიკოლოზ იაკობის ძე მარი tr）は、ロシア出身のグルジア人言語学者、民族学者。「ヤフェト理論」と称する言語の単一起源説を主張し、1920年代から1930年代にかけて、ソビエト学会に大きな影響を与えた。

## 経歴
1865年、現在のグルジアのクタイシで、スコットランド人の父と、グルジア人の母の間に生まれた。ペテルブルク大学に進み、卒業後の1891年から同大学の教員となった。1911年には東洋学部の学部長に就任。
1909年からは、ロシア帝国科学アカデミーでの活動を始め、1909年3月7日に、科学アカデミーの歴史学・文献学部門の助手（Адъюнкт）となり、アジア諸民族の文学・歴史に関する研究を担当した。1912年1月14日には、非常勤研究員（ロシア語: экстраординарный академик）、1912年7月1日には常勤研究員（ロシア語: ординарный академик）に任命された。
この間、マルは、カフカースの古代遺跡の発掘に精力的に携わり、特にアルメニアの古都アニの発掘では、貴重な文書史料を発見するなど多くの文物をもたらした。また、アルメニア、グルジアに東洋学研究所を設立し、多くの研究者を育てるなど、カフカースの歴史学や考古学、民族学の最高権威だった。
その一方で、マルはカフカースの諸言語に関する関心を深め、1910年代からは、カフカース諸語が、セム・ハム諸語、バスク語と共通の祖語から派生したとする仮説を唱えるようになった。1924年にはさらに、世界の全ての言語が、sal, ber, yon, roshの4つの音素で構成される、単一の「原始言語」から発生したとする「ヤフェト理論」を展開した。マルによれば、言語は特定の発展段階に従い変化をするが、彼の「言語の古生物学」により、どの言語であっても、この4つの音素を見出すことができるという。
マルは、自説の補強のため、ヤフェト言語学をマルクス主義理論に接続し、現代の諸言語は共産主義社会の単一言語に収斂する過程にあるとする説を唱えた。マルの理論は、1920年代から1930年代までソ連邦内の少数民族語にラテン文字に基づく正書法を制定するキャンペーンの理論的基盤となった。
1930年にソビエト共産党に入党し、革命前からの科学アカデミー会員の中では、唯一の党員となった。彼の学説は、当時主流であった比較言語学の研究成果と一致しない荒唐無稽とも取れるものであったが、スターリンの支持を得て、ソビエト学会の支配的イデオロギーとなった。一方、マルの批判の対象となった比較言語学は「ブルジョワ言語学」として公的に否定された。
マルは1926年から1930年までレニングラードのロシア公立図書館の館長を務め、1921年からその死までの間、マルの名を冠して設立されたヤフェト研究所（現在のロシア科学アカデミー言語学研究所）の所長を務めた。1930年3月3日にはソビエト科学アカデミーの副総裁に任命された。マルは1934年にレニングラードで死去したが、その後も彼の学説は、ソ連邦の支配的イデオロギーとして君臨した。
1950年に、『プラウダ』紙上に、スターリンの論文「マルクス主義と言語学の諸問題（Марксизм и вопросы языкознания）」が発表され、マルの理論は公的に否定されることになった。

## ヤフェト理論について
マルの「ヤフェト理論」の萌芽は、ロシア革命前の1910年代に行われたカフカース諸語の研究に遡る。
マルは、カフカース諸語、中でもマルの母語であるグルジア語が属するカルトヴェリ諸語の起源について強い関心を持つようになった。マルはセム・ハム語族の諸言語と、カルトヴェリ諸語との類縁性を主張し、ノアの息子であり、セムの弟であるヤペテから名前を取って、自説を「ヤフェト理論」と命名した。
マルは、インド・ヨーロッパ語族の諸言語の出現よりも前に、ヤフェト祖語の話者はヨーロッパに広範に存在しており、現在でもインド・ヨーロッパ語族の言語の中にヤフェト祖語の要素を見出すことができると主張した。
ソビエト体制下で、マルはヤフェト理論とマルクス主義の接続を図り、言語の「階級性」を強調するようになる。彼の主張は、言語の相違は、社会階級の相違を反映しており、異なる「民族」であっても、属している階級が同じであれば、その話す言語は多くの共通点を有するというものであった。
マルは、社会の生産関係に規定された「上部構造」として言語を位置づけ、言語の共通性によって「民族」が形成されるとする主張を、ブルジョワ民族主義によって作られた「虚偽意識」であると批判した。
マルの言語理論では、言語とは、単一の祖語から歴史的に分化、発展するものではなく、社会の発展段階に応じて変化、混交するものとみなされた。
マルと同じくスターリンの支持の下で、生物学における後天的な形質獲得を強調するルイセンコ学説が、ソビエト学会を支配した。マルの「ヤフェト理論」は西側諸国（西洋）への敵意、社会の発展段階に応じて文化や制度が規定されるとするマルクス主義の理論を、自然科学や人文科学の領域にも適用しようとするスターリン時代のソビエト学会の風潮を反映したものだったといえよう。
といっても世界諸民族の祖語を考えたマルの影響は大語族に重点を置く後のソビエトやロシアの言語学会に大きく影響を与えている。en:Vladislav Illich-Svitychとen:Aharon Dolgopolskyによるノストラティック超語族の研究は有名である。ソ連のセルゲイ・スタロスティンが開発させたソフトウェアSTARLINGのダイアグラムによればカルトヴェリ語の純祖語であるユーラシア大語族と、アフロ・アジア語族はノストラティックの祖語を共有する。さらにスタロスティンが研究するバスク語が属すデネ・コーカサス語族とノストラティック語族はボレア語族が共通の祖語である。